# Manoj Bajpayee
Manoj Bajpayee, anche accreditato come Manoj Bajpai (23 aprile 1969), è un attore indiano.

## Filmografia parziale
- Bandit Queen, regia di Shekhar Kapur (1994)
- Dastak, regia di Mahesh Bhatt (1996)
- Sanshodhan, regia di Govind Nihalani (1996)
- Tamanna, regia di Mahesh Bhatt (1997)
- Daud, regia di Ram Gopal Varma (1997)
- Satya, regia di Ram Gopal Varma (1998)
- Prema Katha, regia di Ram Gopal Varma (1999)
- Kaun?, regia di Ram Gopal Verma (1999)
- Shool, regia di Eeshwar Nivas (1999)
- Fiza, regia di Khalid Mohammed (2000)
- Ghaath, regia di Akashdeep (2000)
- Zubeidaa, regia di Shyam Benegal (2001)
- Aks, regia di Rakeysh Omprakash Mehra (2001)
- Road, regia di Rajat Mukherjee (2002)
- Pinjar, regia di Chandraprakash Dwivedi (2003)
- LOC Kargil, regia di J. P. Dutta (2003)
- Jaago, regia di Mehul Kumar (2004)
- Veer-Zaara, regia di Yash Chopra (2004)
- Bewafaa, regia di Dharmesh Darshan (2005)
- Fareb, regia di Deepak Tijori (2005)
- Happy, regia di A. Karunakaran (2006)
- 1971, regia di Amrit Sagar (2007)
- Swami, regia di Ganesh Acharya (2007)
- Dus Kahaniyaan, registi vari (2007)
- Money Hai Toh Honey Hai, regia di Ganesh Acharya (2008)
- Jail, regia di Madhur Bhandarkar (2009)
- Vedam, regia di Krish (2010)
- Raajneeti, regia di Prakash Jha (2010)
- Ramayana: The Epic, regia di Chetan Desai (2010) - voce
- Aarakshan, regia di Prakash Jha (2011)
- Chittagong, regia di Bedabrata Pain (2012)
- Gangs of Wasseypur – Part 1, regia di Anurag Kashyap (2012)
- Chakravyuh, regia di Prakash Jha (2012)
- Samar, regia di Thiru (2013)
- Special Chabbis, regia di Neeraj Pandey (2013)
- Shootout at Wadala, regia di Sanjay Gupta (2013)
- Satyagraha, regia di Prakash Jha (2013)
- Mahabharat, regia di Amaan Khan (2013) - voce
- Anjaan, regia di N. Lingusamy (2014)
- Tevar, regia di Amit Ravindernath Sharma (2015)
- Aligarh, regia di Hansal Mehta (2015)
- Traffic, regia di Rajesh Pillai (2016)
- Budhia Singh – Born to Run, regia di Soumendra Padhi (2016)
- Naam Shabana, regia di Shivam Nair (2017)
- Sarkar 3, regia di Ram Gopal Varma (2017)
- Aiyaary, regia di Neeraj Pandey (2018)
- Baaghi 2, regia di Ahmed Khan (2018)
- Satyameva Jayate, regia di Milap Milan Zaveri (2018)
- Love Sonia, regia di Tabrez Noorani (2018)
- Sonchiriya, regia di Abhishek Chaubey (2019)
- Bhonsle, regia di Devashish Makhija (2020) - anche produttore
- Mrs. Serial Killer, regia di Shirish Kunder (2020)
- L'ispettore Barnaby (Midsomer Murders) - serie TV, episodio 22x02 (2021)

## Premi
- 1998: National Film Award - "Best Supporting Actor"
- 1999: Screen Awards - "Best Actor in a Supporting Role"
- 1999: Filmfare Critics Award - "Best Actor"
- 1999: Zee Cine Awards - "Best Actor in a Supporting Role"
- 2000: Filmfare Critics Award - "Best Actor"
- 2000: Filmfare Critics Award - "Best Actor - Critics"
- 2002: Screen Awards - "Best Villain"
- 2002: Zee Cine Awards - "Best Villain"
- 2003: National Film Award – Special Jury Award (feature film)
- 2013: Stardust Awards - "Best Actor"
- 2016: Asia Pacific Screen Awards - "Best Performance by an Actor"
- 2016: Jagran Film Festival - "Best Actor"
- 2017: Filmfare Critics Award - "Best Actor"
- 2017: Filmfare Critics Award - "Best Actor in a Short Film"
- 2018: New York Indo-American Arts Council Film Festival - "Best Actor"
- 2019: Padma Shri
- 2019: Asia Pacific Screen Awards - "Best Performance by an Actor"